# Maître de Fauvel
Le Maître de Fauvel est un maître anonyme enlumineur actif à Paris entre 1314 et 1340. Il doit son nom de convention à un manuscrit du Roman de Fauvel. Enlumineur très prolifique, avec plus de 80 manuscrits attribués, il a probablement travaillé avec différents collaborateurs.

## Éléments biographiques

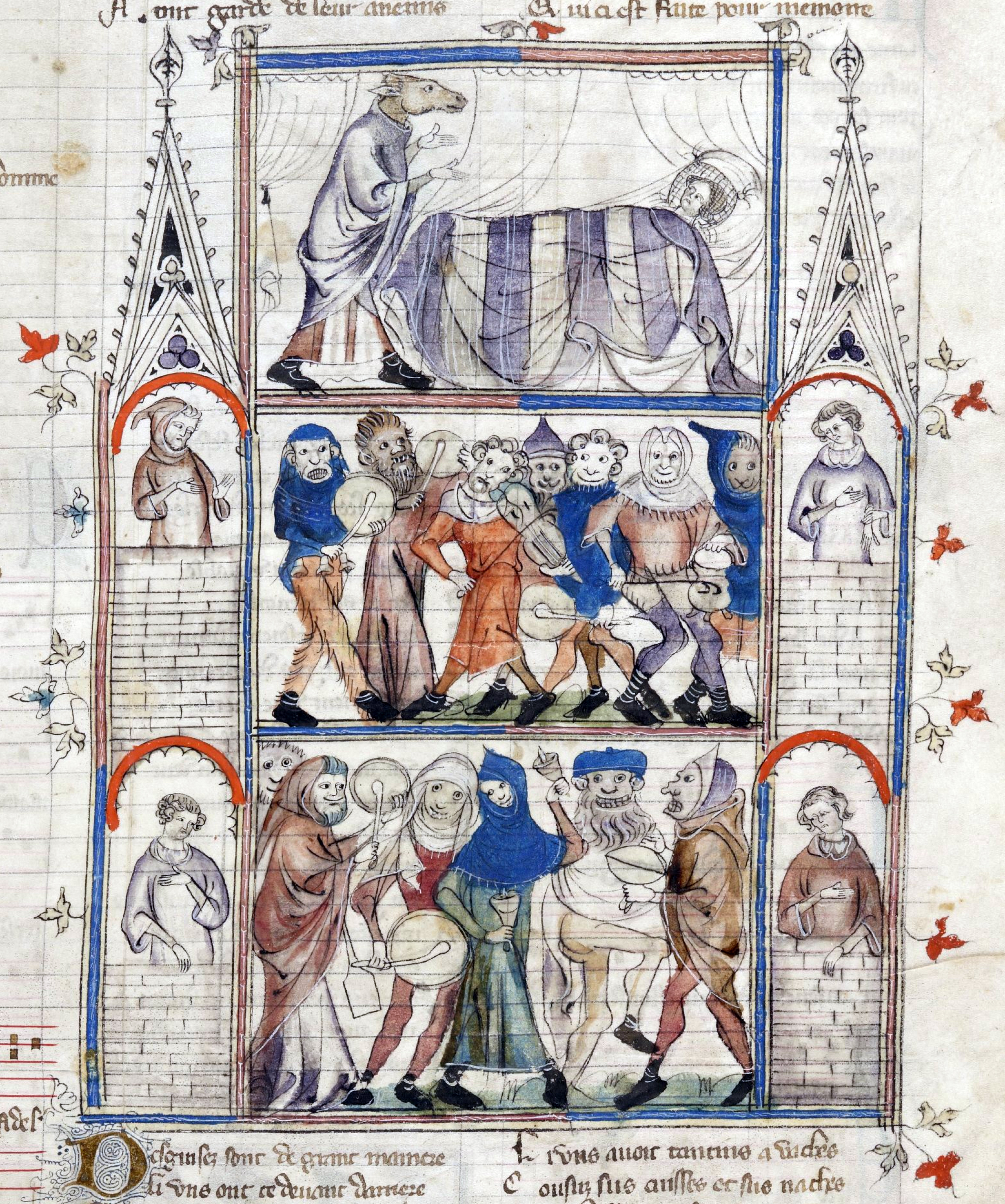
Miniature du Roman de Fauvel.

Le Maître de Fauvel doit son nom de convention à un manuscrit du Roman de Fauvel, œuvre poétique de Gervais du Bus qui a été réalisé pour un personnage de la cour de France, peut-être Philippe V de France. Un très grand nombre de manuscrits lui sont attribués en fonction de son style et le maître anonyme appartenait probablement au milieu parisien des enlumineurs et métiers du livres travaillant autour de l'université de Paris. À une époque où un groupe d'enlumineurs autour de Jean Pucelle renouvelle les modèles et l'art de son temps, le Maître de Fauvel appartient à un groupe plus conservateur mais ayant réalisé un nombre considérable de manuscrits. Il appartient à un groupe de gens du livres installés dans la rue Neuve-Notre-Dame, autour des libraires Geoffroy de Saint-Léger, Thomas de Maubeuge et Richard de Montbaston. 
Le nom de Geoffroy de Saint-Léger a été retrouvé à plusieurs reprises dans une Bible historiale attribuée au Maître de Fauvel (Bibliothèque Sainte-Geneviève, Ms.22), si bien que certains spécialistes ont proposé de l'identifier à l'enlumineur. Ce Geoffroy est en effet attesté comme un vendeur de livres reconnu par l'université en 1316. Cependant, on sait qu'il décède en 1333, alors que plusieurs manuscrits attribués au Maître de Fauvel sont postérieurs, invalidant cette identification.
La grande quantité de manuscrits produits dans le style du Maître de Fauvel et leur grande hétérogénéité pose problème et a conduit les historiens de l'art à tenter de distinguer plusieurs mains et plusieurs artistes. Selon l'historienne de l'art Alison Stones, on peut distinguer un corpus d'une douzaine de manuscrits au style homogène, de grande qualité et destinés à répondre à des commandes royales. À l'inverse, une quarantaine d'ouvrages sont de facture plus sommaire, au trait plus rapide et moins appliqué. Deux hypothèses pourraient l'expliquer : il pourrait s'agir de collaborateurs au style plus fruste travaillant à partir de modèles du maître principal. Il pourrait aussi s'agir du même artiste ou du même groupe d'artistes mais réalisant des commandes de manière moins soignée, adaptant leur style en fonction de la nature ou de la qualité des commandes. Des différences similaires peuvent être notées dans le corpus des œuvres de l'enlumineur parisien contemporain, Maître Honoré. Voilà pourquoi Stones propose d'appeler l(es) auteur(s) de ce second corpus moins soigné le Maître de Sub-Fauvel (Sub-Fauvel Master). 
Enfin, quatre autres enlumineurs, collaborateurs réguliers, ont été repérés par Alison Stones et sont considérés désormais comme de véritables artistes autonomes. Le Maître du Perceval BNF Fr.1453 est l'auteur unique des miniatures d'un manuscrit de Perceval de Chrétien de Troyes conservé à la BNF qui lui a donné son nom de convention. Il a aussi collaboré à la réalisation d'une bible historiale copiée par Jean Papeleu, avec un artiste identifié généralement à Richard de Verdun. Il a collaboré à la fois avec le Maître de Fauvel (dans l'Ovide moralisé de Rouen) et le Maitre de Sub-Fauvel (dans le Roman des sept âges de Bruxelles par exemple). Une quinzaine de manuscrits lui sont ainsi attribués. 
Le Maître de la Rose de Rennes doit son nom de convention à un manuscrit du Roman de la Rose conservé à la Bibliothèque de Rennes (Ms.243). Son corpus est restreint à 3 manuscrits en collaboration avec notamment le Maître de Sub-Fauvel. 
Un autre artiste est associé à un autre libraire du nom de Thomas de Maubeuge, ayant réalisé la décoration d'un manuscrit des Grandes Chroniques de France supervisé par ce dernier (BNF, Fr.10132). Thomas de Maubeuge est connu pour avoir fourni plusieurs livres à des membres de la famille royale, dont certains de Jean Pucelle : Mahaut d'Artois, Guillaume Ier de Hainaut, Jean de Normandie et Charles IV le Bel lui-même. Plusieurs de ces ouvrages ont été réalisés par cet artiste anonyme ce qui a justifié pour ce dernier son nom de convention : le Maître de Thomas de Maubeuge ou Maître de Maubeuge, auquel Richard et Mary Rouse ont attribué un grand nombre de manuscrits. 
Un autre artiste est associé au libraire Richard de Montbaston. Ce dernier, originaire de Normandie comme Saint-Léger, est actif de 1338 à 1353 et son activité est perpétuée par sa femme Jeanne. Comme pour Geoffroy Saint-Léger, on a pensé qu'il était lui-même enlumineur, ou alors sa femme Jeanne. Cependant, aucun document ne vient confirmer son rôle en dehors de celui de vendeur de livre donc le maître anonyme est souvent privilégié.

## Manuscrits attribués
Une douzaine de manuscrits sont attribués à l'artiste mais plus de 80 à son atelier.

### Attribués au maître principal

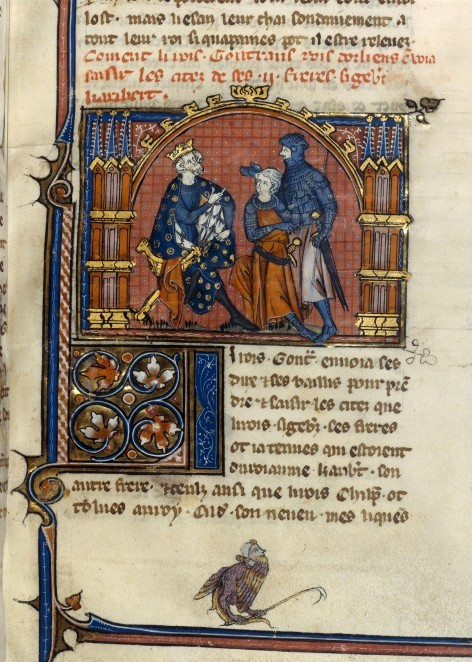
Miniature des Grandes Chroniques de France, BNF, Fr.2615.

- Roman de Fauvel de Gervais du Bus et Raoul Chaillou de Pesstain, 78 miniatures, vers 1317, Bibliothèque nationale de France, Fr.146[9]
- Registre des actes de Philippe le Bel concernant Lyon, les Flandres, l'Angleterre et l'Écosse, Archives nationales (France), JJ 5
- Recueil des lettres de papes qui faisaient partie du Trésor des chartes, vers 1310, BNF, Lat.13726[10]
- Missel à l'usage de Paris, en collaboration avec Richard de Verdun, vers 1317-1318, British Library, Harley 2891[11]
- Bréviaire à l'usage de Paris, avec d'autres enlumineurs dont le Maître de Sub-Fauvel et Richard de Verdun, Bibliothèque mazarine, Ms.344[12]
- Institutiones Regiae, BNF, Lat.15963
- Grandes Chroniques de France, vers 1317, BNF, Fr.2615[13]
- Grandes Chroniques de France, avec le Maître de Subfauvel, vers 1317, BNF, Fr.2815[14]
- Image du monde, ayant appartenu à Guillaume Flote, BNF, Fr.574
- Roman d'Alexandre, BNF, Fr.24365
- Ovide moralisé, exemplaire pour Clémence de Hongrie (?), en collaboration avec le Maître du Perceval BNF Fr.1453, vers 1320-1328, Bibliothèques de Rouen, Ms.1044 (O.4)[15]
- Bible historiale, 115 miniatures, 1340-1350, Bibliothèque de la Faculté de médecine de Montpellier, Ms.H49 (attribution contestée par Rouse[16]

### Attribués au Maître de Sub-Fauvel

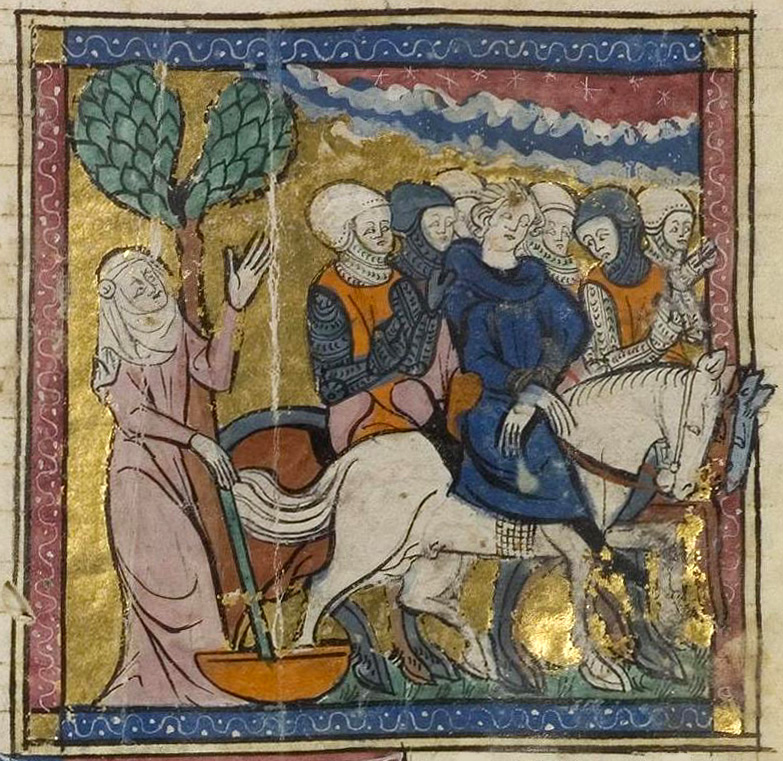
Miniature des Grandes Chroniques de France de Castres.

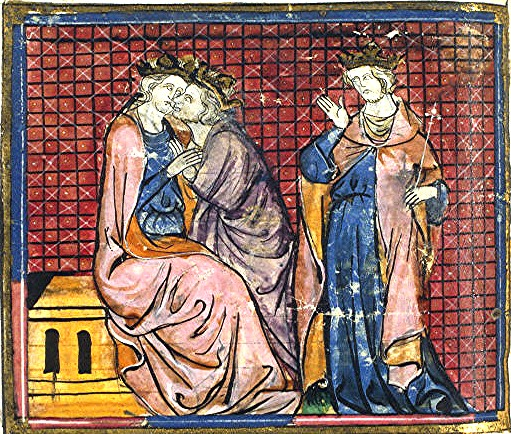
Hommage de Ban et Bohort à Arthur, Estoire du Graal, BNF, Fr.105, f.171v.

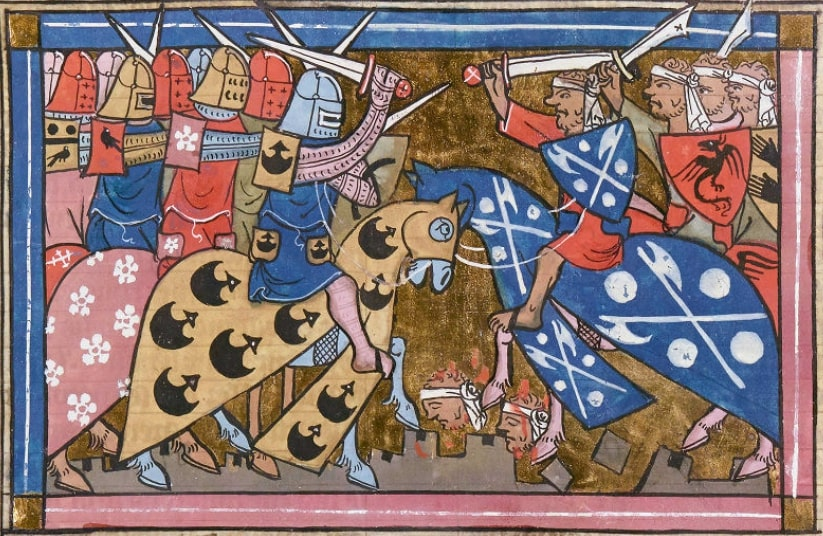
Miniature de lHistoire d'Outremer de Guillaume de Tyr, BNF, Fr.22495 fol. 154v.

- Miroir historial pour Jeanne de Bourgogne, en collaboration avec le Maître du Perceval BNF Fr.1453, vers 1316-1340, BNF Fr.316 et Walters Art Museum, Baltimore, W.140
- Grandes Chroniques de France, Bibliothèque royale de Belgique, Ms.5
- Histoire ancienne jusqu'à César de Wauchier de Denain, BRB, Ms.9104-9105[17]
- Vie de saints, BRB, Ms.9225, 9229-30
- Roman des sept sages, avec le Maître du Perceval BNF Fr.1453, BRB, Ms.9245
- Méliacen d'Adenet le Roi et Cléomadès de Girart d'Amiens, BRB, ms.IV 319
- Grandes Chroniques de France, ayant appartenu à Jeanne d'Amboise, femme de Guillaume Flote, en collaboration avec le Maître du Perceval et le Maître de Maubeuge, vers 1330, bibliothèque municipale de Castres[18]
- Bible historiale, bibliothèque de l'Université d'Edimbourg, ms.19
- Bible historiale, en 2 volumes, vers 1300-1325, BL, Royal 19 D IV[19]-V[20]
- Le Roman de la Rose, 1 grande miniature et 22 petites, vers 1325-1350, BL, Stowe 947[21]
- Bible historiale, première partie, ayant appartenu à Blanche de Valois (?), vers 1330-1340, BL, Yates Thompson 20[22]
- Somme le Roi, pour Louis Ier de Bourbon et sa femme Marie de Hainaut, Biblioteca Ambrosiana, vers 1310-1340, Ms. sup H106
- Le Roman de la Rose, Bayerische Staatsbibliothek, Munich, Cod. gall.17
- Vie de saints, avec le peintre de Montbaston, BSB, Clm 10777
- 5 miniatures découpées d'une Histoire ancienne, Musée LWL d'art et de culture (de), Münster, inv.74-6-27
- Bible historiée et vies de saints, vers 1320-1330, New York Public Library, Spencer 22[23]
- Bible historiale, en 2 volumes, avec le peintre de la Rose de Rennes, Bodleian Library, Oxford, Douce 211-212[24]
- Tableaux didactiques, Bibliothèque de l'Arsenal, Paris, Ms.1037
- Lancelot, avec le peintre de Montbaston, Bib. Arsenal, ms.3481
- Dits de Watriquet de Couvin, Bib. Arsenal, ms.3525
- Ovide moralisé, Bib. Arsenal, ms.5069
- Bible historiale, BNF, Fr.8
- Roman de Troie et autres romans, avec le peintre de Montbaston, vers 1325-1330, BNF, Fr.60[25]
- Estoire du Graal et Roman de Merlin, BNF, Fr.105[26]
- Bible historiale, BNF, Fr.156
- Vie de saints, vers 1327, BNF, Fr.183[27]
- Roman d'Artus le restoré, BNF, Fr.761
- Enfances Ogier d'Adenet le Roi, BNF, Fr.1632
- Histoire d'Outremer de Guillaume de Tyr, BNF, Fr.9083
- Estoire de Graal et Roman de Merlin, avec le peintre de Maubeuge, BNF, Fr.9123
- Vie de saint Denis, BNF, 13502
- Histoire d'Outremer, avec le peintre de Montbaston, vers 1337, BNF, Fr.22495
- Roman d'Alexandre, BNF, Fr.24365
- Garin de Monglane, BNF, Fr.24369-370
- Le Roman de la Rose, BNF, Fr.24390
- Merveilles de la terre d'outre mer d'Orderic de Pordenone traduit par Jean de Vignay, 1331, BNF, Rothschild 3085
- Bible historiale, Bibliothèque Sainte-Geneviève, Ms.20-21
- Bible historiale, Bibliothèque Sainte-Geneviève, Ms.22
- Grandes Chroniques de France, coll. part., Paris, passé en vente chez Sotheby's le 13 juillet 1920 (lot 52)
- Bible historiale, Bibliothèque de Troyes, Ms.59 avec deux miniatures découpées actuellement au Walters Art Museum, W.146a & b

- Le Roman de la Rose, vers 1320-1330, Bibliothèque municipale de Meaux, ms.52[28]

### Maître du Perceval BNF Fr.1453

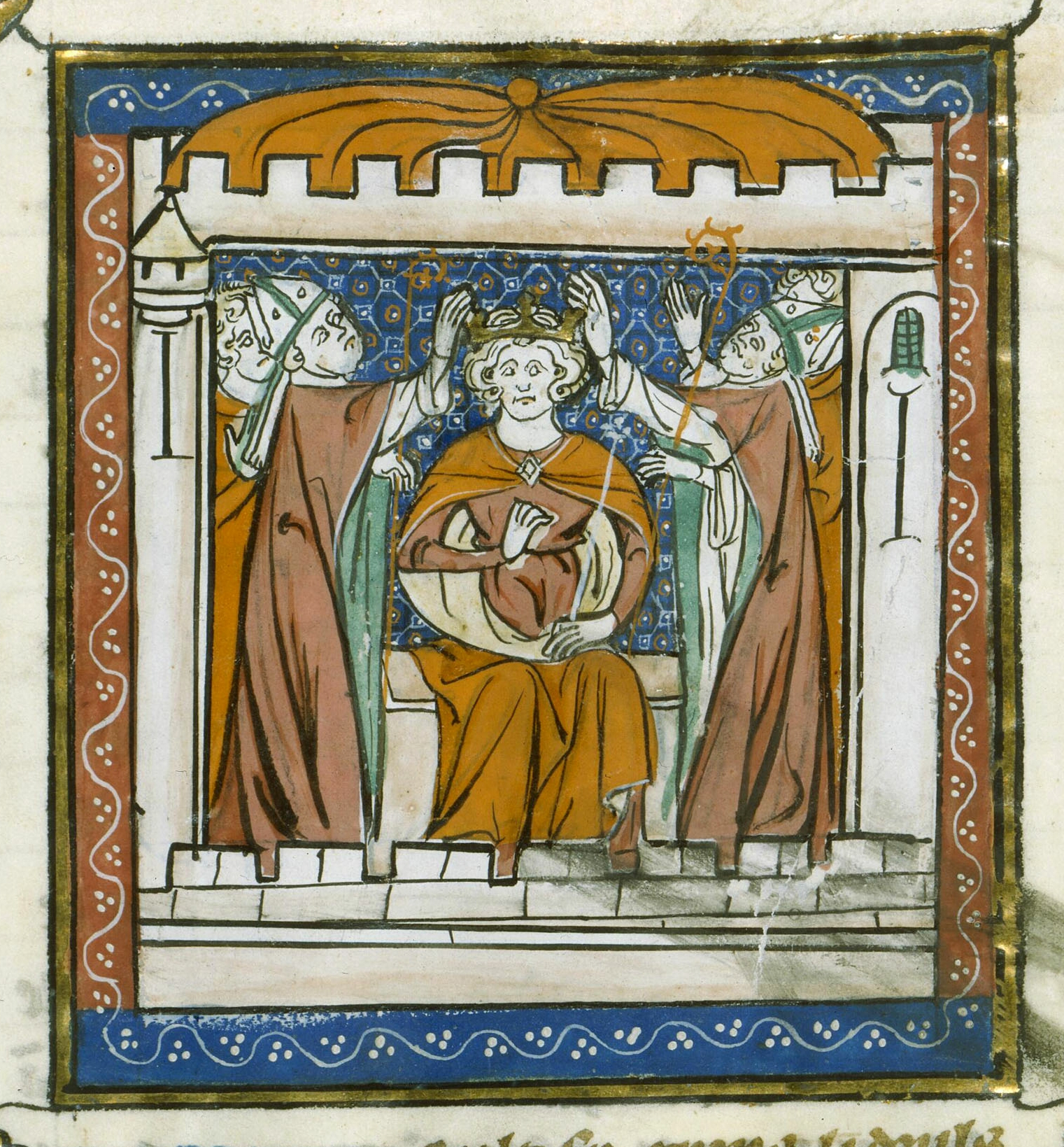
Miniature de lHistoire d'Outremer de Guillaume de Tyr, BNF, Fr.2634.

- Code Justinien, Bibliothèque royale de Belgique, Ms.9234
- Bible historiale, 51 petites miniatures, vers 1320-1340, Bibliothèque royale, La Haye, 71 A 23[29]
- Chansons du Cycle de Guillaume d'Orange, 1 grande miniature et 21 petites, British Library, Royal 20 D XI[30]
- Bible historiale complétée, copiée par Jean de Papeleu, en collaboration avec Richard de Verdun, vers 1317-1320, Bibliothèque de l'Arsenal, ms. 5059
- Tristan, BNF, Fr. 334
- Berthe aux grands pieds, BNF, Fr.778
- Perceval ou le Conte du Graal, 52 miniatures, BNF, Fr.1453[31]
- Cléomadès, BNF, Fr.1456
- Histoire d'Outremer de Guillaume de Tyr, BNF, Fr.2634
- Estoire du Graal, Bibliothèque nationale russe, Fr.F.v.XV.5
- Tournoi as dames de Paris, Bibliothèque apostolique vaticane, Reg.Lat.1522[32]

### Peintre de la Rose de Rennes
- Lancelot, BNF, Fr.333

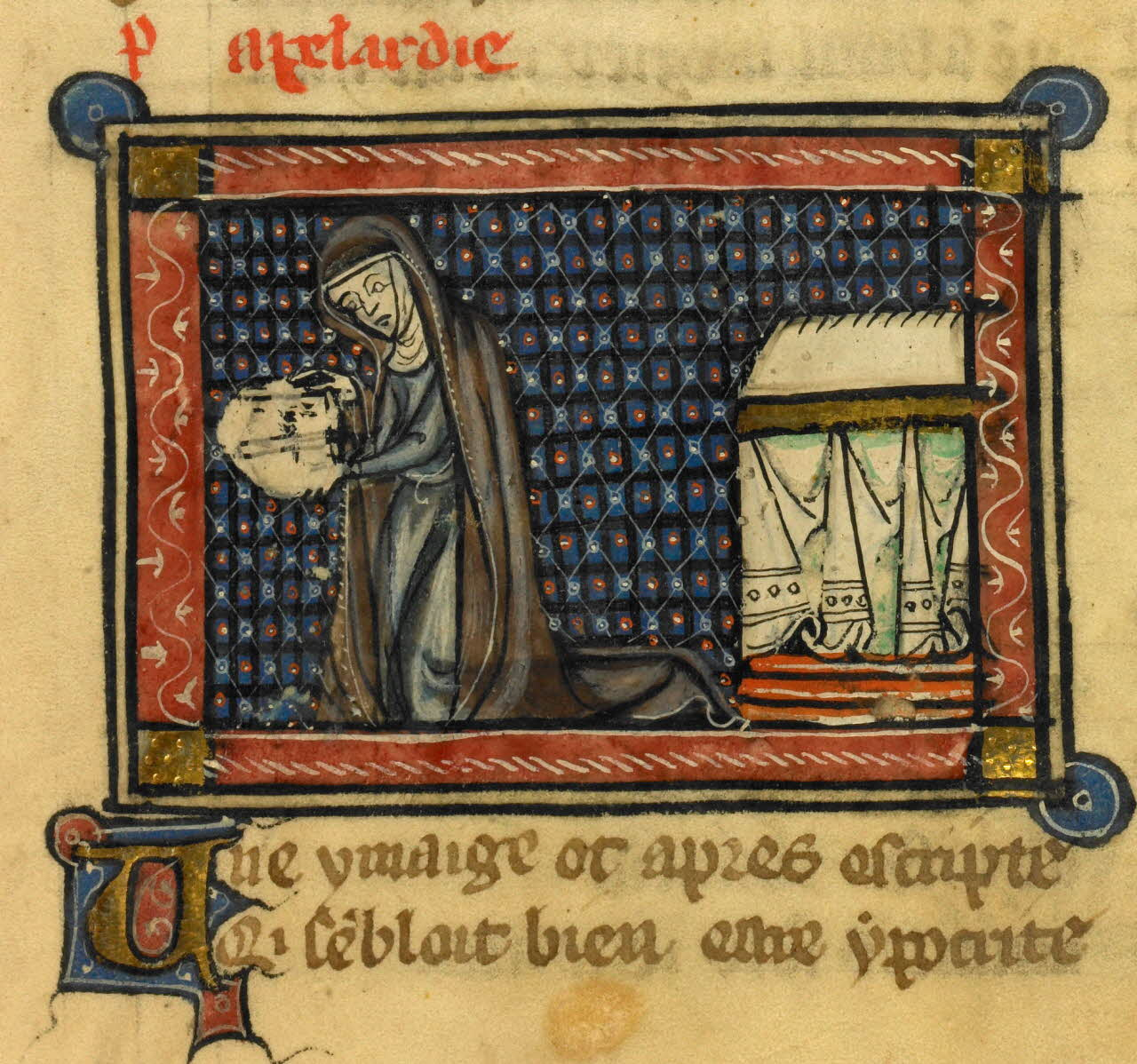
Miniature du Roman de la Rose de Rennes.

- Le Roman de la Rose, Bibliothèque de Rennes, Ms.243 (142)[33]

### Maître de Thomas de Maubeuge
- Le Roman de la Rose, Bibliothèque universitaire Johann Christian Senckenberg, Francfort-sur-le-Main, Ms. Lat.qu.65
- Vies de saints de la Légende dorée traduites par Jean Beleth, pour un commanditaire breton ou gallois, vers 1325-1340, British Library, Add.17275[34]
- Vies de saints et autres traités moraux pour Gui IV de Saint-Pol, BL, Egerton 745[35]
- Somme le Roi, Bibliothèque Estense, Modène, ms.34 α.P.8.6
- Bible historiale, en 2 volumes, 133 miniatures, avec le peintre de Montbaston, vers 1325, Morgan Library and Museum, M.322-323[36]
- Roman de Renard, 1339, Bodleian Library, Oxford, Douce 360[37]
- Le Roman de la Rose, Bibliothèque de l'Arsenal, Ms.3338
- Recueil d'anciennes poésies françaises, Bib. Arsenal, ms.5204[38]
- Missel franciscain, Bibliothèque mazarine, ms.427
- Vies de saints, avec le peintre de Montbaston, BNF, Fr.185
- Codex justinien, en collaboration avec le Maître de Grenoble, 1342, BNF, Fr.498[39]
- Roman d'Alexandre, BNF, Fr.790
- Méliacen d'Adenet le Roi et Cléomadès de Girart d'Amiens, BNF, Fr.1455
- Le Roman de la Rose, BNF, Fr.1559
- Roman de Renard, BNF, Fr.1580
- Roman d'Alexandre, BNF, Fr.1590
- Institute en roumans, BNF, 1928[40]
- Le Roman de la Rose, BNF, Fr.9345
- Le Roman de la Rose, BNF, Fr.12589
- Grandes Chroniques de France, vers 1320-1330, copiée pour Pierre Honorez de Neufchastel par Thomas de Maubeuge, BNF, Fr.10132[41]
- Établissements de saint Louis, BNF, Fr.15352
- Les Vœux du paon de Jacques de Longuyon, en collaboration avec le peintre de Montbaston, BNF, Fr.24386
- Livre de Sydrac le philosophe, BNF, Fr.24395[42]
- Trésor de Brunetto Latini et autres textes, Bibliothèque de Rennes, Ms.593[43]
- Roman de Tristan en prose, Bibliothèque vaticane, Pal. Lat.1964[44]
- Faits des Romains, musée Condé, Chantilly, Ms.768[45]

### Peintre de Montbaston
- Vies de saints, sous l'égide du libraire Richard de Montbaston, vers 1348, BNF, Fr.241[46]
- Ysopets, BNF, Fr.15213[47]